# Борис Светлинов
Борис Светлинов (изписване до 1945 година: Борисъ Свѣтлиновъ) е псевдоним на Борис Илиев Стефанов, български писател и преводач от първата половина на XX век.

## Биография
Роден е на 13 февруари 1896 година в Солун. Негов вуйчо е революционерът и солунски атентатор Георги Богданов. Брат му Никола Стефанов е литератор, пишещ в „Ново време“. В 1906 година семейството емигрира в българската столица София. Тук Борис завършва в 1914 година гимназия и в 1918 година право в Софийския университет. Участва в Първата световна война като запасен подпоручик в 22-ра допълваща дружина и 22-ра сборна дружина. От 1923 до 1941 година работи в Министерството на правосъдието, след което се занимава с адвокатска дейност.
В 1921 година Светлинов публикува във вестник „Народна армия“ своето произведение „Четири писма от фронта“. Пише повести, разкази, пиеси, както и детска литература - стихове и разкази. В 1944 година става член на Съюза на българските писатели. Пише в изданията „Щит“, „Кормило“ и „Хиперион“. Сред превежданите от него автори са Достоевски, Катаев и други.
Умира на 30 юни 1954 година в София. Негова дъщеря е писателката Невена Стефанова.

## Родословие
|                                |                                |                                |                                |                                |                                |  |  | Петър Богданов                |                               |                               |                               |                               |                               |  |  |                                |                                |                                |                                |                                |                                |  |  |                                |                                |                                |                                |                                |                                |  |  |
|                                |                                |                                |                                |                                |                                |  |  |                               |                               |                               |                               |                               |                               |  |  |                                |                                |                                |                                |                                |                                |  |  |                                |                                |                                |                                |                                |                                |  |  |
|                                |                                |                                |                                |                                |                                |  |  |                               |                               |                               |                               |                               |                               |  |  |                                |                                |                                |                                |                                |                                |  |  |                                |                                |                                |                                |                                |                                |  |  |
| Тодор Богданов (? – след 1938) | Тодор Богданов (? – след 1938) | Тодор Богданов (? – след 1938) | Тодор Богданов (? – след 1938) | Тодор Богданов (? – след 1938) | Тодор Богданов (? – след 1938) |  |  | Георги Богданов (1879 – 1939) | Георги Богданов (1879 – 1939) | Георги Богданов (1879 – 1939) | Георги Богданов (1879 – 1939) | Георги Богданов (1879 – 1939) | Георги Богданов (1879 – 1939) |  |  | Роксандра Богданова (1871 – ?) | Роксандра Богданова (1871 – ?) | Роксандра Богданова (1871 – ?) | Роксандра Богданова (1871 – ?) | Роксандра Богданова (1871 – ?) | Роксандра Богданова (1871 – ?) |  |  | Илия Попстефанов (1866 – 1936) | Илия Попстефанов (1866 – 1936) | Илия Попстефанов (1866 – 1936) | Илия Попстефанов (1866 – 1936) | Илия Попстефанов (1866 – 1936) | Илия Попстефанов (1866 – 1936) |  |  |
| Тодор Богданов (? – след 1938) | Тодор Богданов (? – след 1938) | Тодор Богданов (? – след 1938) | Тодор Богданов (? – след 1938) | Тодор Богданов (? – след 1938) | Тодор Богданов (? – след 1938) |  |  | Георги Богданов (1879 – 1939) | Георги Богданов (1879 – 1939) | Георги Богданов (1879 – 1939) | Георги Богданов (1879 – 1939) | Георги Богданов (1879 – 1939) | Георги Богданов (1879 – 1939) |  |  | Роксандра Богданова (1871 – ?) | Роксандра Богданова (1871 – ?) | Роксандра Богданова (1871 – ?) | Роксандра Богданова (1871 – ?) | Роксандра Богданова (1871 – ?) | Роксандра Богданова (1871 – ?) |  |  | Илия Попстефанов (1866 – 1936) | Илия Попстефанов (1866 – 1936) | Илия Попстефанов (1866 – 1936) | Илия Попстефанов (1866 – 1936) | Илия Попстефанов (1866 – 1936) | Илия Попстефанов (1866 – 1936) |  |  |